# Інтернет-реклама
Інтернет-реклама — реклама, що розміщується в інтернеті, переважно популярних вебсайтах, що добре себе зарекомендували (наприклад Google); представлення товарів, послуг або підприємства в мережі. Інтернет-реклама адресована масовому клієнту і має характер переконання.

## Мета
Інтернет реклама дозволяє вирішувати практично всі завдання, що стоять перед комерційним web-сайтом, будь це Інтернет-магазин, сервісні послуги або дистриб'ютори. Інтернет-реклама стає більш доступною для малого бізнесу.
Інтернет-реклама має, як правило, двоступеневий характер.
- Зовнішня реклама, що розміщується рекламодавцем у видавців, — рекламний носій. Види цієї реклами: банери, текстові блоки, байрікі, міні сайти, Interstitials. Така реклама зазвичай має посилання безпосередньо на сайт рекламодавця.

Ключовою відмінністю Інтернет-реклами від будь-якої іншої є можливість відстеження рекламних контактів. За рахунок можливості відслідковування реакції і дій користувача мережі Інтернет рекламодавець може швидко вносити зміни до чинної рекламної кампанії. Бажані дії користувача називаються конверсією.
Однією з основних сучасних технологій Інтернет-реклами є RTB-платформа (англ. Real Time Bidding), що дозволяє влаштовувати аукціон рекламних оголошень в реальному часі.
Люди звикають до того, що вони можуть, не встаючи із стільця і не виходячи з будинку, дізнатися про те, де, як і за яку ціну вони можуть купити певний товар або послугу. Але навіть якщо вони нічого не куплять, інформація про фірму запам'ятається.

## Види

### Медійна реклама
Розміщення текстово-графічних рекламних матеріалів на сайтах, що являють собою рекламний-майданчик. Сайти-майданчики — це пошукові системи, тематичні сайти, новинні та інформаційні ресурси, — іншими словами, ті сайти, на яких можна розраховувати на свою цільову аудиторію. Здійснюючи медіапланування, обов'язково проводиться якісна оцінка аудиторії сайту-майданчика, вивчається географія відвідувачів, час проведений ними на сайті, джерела трафіку майданчики — тобто, відбувається комплексне сканування сайтів-майданчиків для виявлення потенційних клієнтів.
Медійна реклама — це дуже потужний іміджевий інструмент, який добре працює на посилення впізнаваності торгової марки.
В основному оплата за медійну рекламу здійснюється за 1000 показів банера. За багатьма ознаками аналогічна рекламі в друкованих ЗМІ. Однак, наявність у банера гіперпосилання, можливості анімованого зображення і можливості дзвінка з банера на мобільний телефон (WOW-call), значно розширюють вплив медійної реклами. Як правило, медійна реклама має форму банерної реклами.
2017 року український ринок медійної інтернет-реклами зріс на 40 %.

### Банерна реклама
Реклама, яка для поширення потрібної інформації в інтернеті використовує графічні носії (зображення чи анімації). Розміщення банерної реклами може відбуватися через спеціальні банеро-обмінні майданчики, або через прямий контакт з адміністратором окремого сайту. Банерна реклама переважно використовується для підтримки впізнаваності бренду. Порівняно з контекстною, це більш трудомісткий та менш гнучкий вид реклами. Оплата за банерну рекламу може здійснюватися за двома принципами: за кількість показів або за кількість кліків на графічному носії (тобто за кількість фактичних переходів на сайт).

### Контекстна реклама
Реклама, яка розміщується в результатах пошуку пошукової системи, відповідних тематиці пошукового запиту, або на вебсторінках, які відповідають тематиці рекламного оголошення. Так як контекстна реклама показується тільки тим користувачам, які цілеспрямовано шукають інформацію на тему запиту, її ефективність набагато вище звичайної. Найефективнішою контекстною рекламою є реклама в результатах пошуку пошукових систем, тому що користувач шукає інформацію і відповідно більш мотивований до здійснення покупки товару або послуги.
Існує декілька великих систем контекстної інтернет-реклами. В Україні найпопулярнішими є Google AdWords та Yandex.Direct.
Як правило, контекстна реклама продається за переходи (тобто натискання на рекламні оголошення), таким чином рекламодавець платить тільки за тих користувачів які прийшли до нього на сайт, що робить контекстну рекламу більш привабливою для рекламодавця.

### Види контекстної реклами
1. Контекстна реклама в пошукових системах (в результатах пошуку) Тобто користувач набирає в рядку пошуку, скажімо, «купити холодильник» і разом з результатами йому ненастирливо показують рекламу компанії, яка цими холодильниками торгує. Можна видавати рекламу по будь-якому набору слів, можна показувати її тільки жителям певного регіону, можна виключити запити з певними словами — попадання в цільову аудиторію виходить у результаті майже стовідсоткове.
2. Контекстна реклама на тематичний сайтах. Аналогічно пошукової працює контекстна реклама на тематичний сайтах. Контекстні системи показують оголошення на тих сторінках, які відповідають тематиці оголошення. Користувач вивчає сайт, на який він зайшов і відповідає тій тематиці, яка йому необхідна, бачить оголошення або блок оголошень, відповідній темі сайту, якщо текст оголошення його зацікавив, то він натискає на оголошення і переходить на рекламований сайт.

### Правила ефективної контекстної реклами
1. Використовуйте тільки «цільові» запити. Людина, яка ввела у пошукову систему запит «фарба», міг мати на увазі «акварельна фарба», «групу фарб», «автомобільна фарба» або «фарба для волосся». Це один із прикладів нецільового запиту. Запит «фарба» підходить для дуже великого кола осіб. А це означає, що оголошення буде показуватися як цільовим, так і користувачам, яким абсолютно байдуже вашу пропозицію. Внаслідок цього, знижується ефект від оголошення. Чим нижче ефективність (клікабельність) оголошення, тим нижче воно перебуватиме у списку всіх інших оголошень. Якщо ефективність досягла мінімуму, то оголошення знімається з показів.
2. Робіть оголошення коротким. Стислість — сестра таланту. Користувачі Інтернету віддають перевагу коротким текстам. Однак, не позбавляйте сенсу оголошення, роблячи його коротким. Суть своєї пропозиції описують однією, двома фразами.
3. Використовуйте в оголошенні ключові слова. Ключові слова, які є в оголошенні будуть виділятися «жирним». Це відразу приверне увагу до вашого тексту (Уявіть, що вам потрібно відремонтувати автомобіль ВАЗ. Ви ввели в пошукову форму «ремонт автомобіля ВАЗ». На якій з наступних заголовків ви відреагуєте: «Ремонт автомобілів будь-яких марок» або «Ремонт автомобілів ВАЗ»? У другому випадку ви отримуєте саме те, що шукали).
4. Кожному слову — окреме оголошення. Потрібно виділяти окреме оголошення для кожного слова.
5. Посилання з оголошення повинне вести на релевантну сторінку. Посилання з оголошення повинна вести не на головну сторінку, а на сторінку з описом того, що пропонували на самому оголошенні. Підвидом контекстної реклами є Пошукова реклама.

Пошукова оптимізація (search engine optimization, SEO) — комплекс заходів для підняття позицій сайтів результаті видачі пошукових систем по певних запитах користувачів. Зазвичай, чим вище позиція сайту в результатах пошуку, тим більше зацікавлених відвідувачів переходить на нього з пошукових систем. При аналізі ефективності пошукової оптимізації оцінюється вартість цільового відвідувача з урахуванням часу виведення сайту на зазначені позиції. Пошукова система враховує наступні параметри сайту при обчисленні його релевантності (ступені відповідності введеному запиту): — щільність ключових слів, складні алгоритми сучасних пошукачів дозволяють проводити семантичний аналіз тексту, щоб відсіяти пошуковий спам, коли ключове слово зустрічається дуже часто. — Індекс центрування сайту, що залежить від кількості і авторитетності вебресурсів, що посилаються на даний сайт; багатьма пошукачами не враховуються взаємні посилання (один на одного). Також важливо, щоб посилання були з сайтів схожої тематики, що і оптимізує сайт. Відповідно, всі фактори, що впливають на положення сайту у видачі пошукової системи, можна розбити на зовнішні і внутрішні. Робота по оптимізації включає в себе роботу з внутрішніми чинниками (знаходяться під контролем власника вебсайту) — приведення тексту і розмітки сторінок у відповідність з вибраними запитами, поліпшення якості і кількості тексту на сайті, стилістичне оформлення тексту (заголовки, жирний шрифт), поліпшення структури та навігації, використання внутрішніх посилань, а також зовнішніми чинниками — обмін посиланнями, реєстрація в каталогах і інші заходи для підвищення і стимулювання посилань на ресурс.

### Просування всоціальних мережах
SMM (Social Media Marketing), або SMO (Social Media Optimization)
Комплекс заходів, що проводяться в соцмережах, блогах, на тематичних форумах і сайтах, щоб залучити нових відвідувачів на сайт, підвищити популярність і впізнаваність вашого бізнесу, товарів або послуг. SMM — це особисте спілкування з потенційними клієнтами і можливість негайно отримати зворотній зв'язок у вигляді думок і коментарів від найактивніших користувачів Інтернету. Це дає можливість боротися з негативними відгуками. Оптимізація для соціальних медіа (SMO) — те ж саме, що і пошукова оптимізація (SEO), але призначена не для пошукових машин, а для соцмереж та блогів, щоб залучити трафік на сайт або сформувати співтовариство за інтересами всередині соціального ресурсу. Ще одна відмінність SEO від SMO — ефективність дій.

### Геоконтекстна реклама
Хоча під геоконтекстною рекламою найчастіше розуміють рекламу в мобільних телефонах з урахуванням місця розташування користувача, реклама на веб — картах (наприклад, Google Maps) так само належить до розряду LBA (location — based advertising) і належить до інтернет-реклами. Рекламні повідомлення показуються користувачеві при перегляді ділянки карти з урахуванням контексту запиту. Наприклад, можна переглянути всі салони краси в певному районі міста.

### Вірусна реклама
Вид рекламних матеріалів, розповсюджувачами якої є сама цільова аудиторія, завдяки формуванню змісту, здатного залучити за рахунок яскравої, творчої, незвичайної ідеї або з використанням природного або довірчого послання. Без свіжого креативу не запустите вірус. Головне завдання даної реклами — це створення такого вірусного контенту, який би передавався з рук в руки самими користувачами Інтернету. Як правило у вигляді такої реклами виступають цікаві відеоролики, flash-додатки, або просто текст, але головне, щоб цей контент викликав бажання розповсюдження.

### Інші види реклами в Інтернеті
Як правило, поєднують ознаки медійної та пошукової реклами або ж переносять ці ознаки в суміжні з розміщенням на Інтернет-сторінках: так, видами Інтернет-реклами вважаються розміщення реклами в розсилках з передплати та розміщення реклами в клієнтських програмах, встановлених на робочому столі користувача.

#### Медійно-контекстна реклама
Це своєрідний гібрид між контекстною і банерною рекламою, в результаті якого ми отримуємо — медійно-контекстний банер, який з'являється в результатах запиту користувачів, а також на партнерських сайтах. Даний вид реклами дозволяє використовувати ті ж налаштування показів, що і в контекстній рекламі: таргеттінг за регіонами / містами, час / дні показів і т. д. Але, є кілька суттєвих моментів. По-перше, оплата медійно-контекстної реклами здійснюється за тисячу показів. По-друге, це оплата не маленька. По-третє, в різних пошукових системах є різні обмеження з приводу цього виду реклами: наприклад Yandex забороняє використання слів «купити», «продати», що істотно звужує можливості рекламної компанії. А в Meta.ua [Архівовано 5 листопада 2013 у Wayback Machine.] ми можемо вибирати тільки між маленьким рекламним пакетом від 2000 показів, і широким пакетом від 30000 показів. Але незважаючи на все це ми не можемо заперечувати того, що медійно-контекстна реклама є хорошим іміджевим інструментом реклами, особливо для брендів масового споживання, але навряд чи підійде для реклами спрямованої на продажу, в цьому випадку все-таки ефективніше працює контекстна реклама.

#### Продакт-плейсмент в онлайн-іграх
Інтеграція рекламованого продукту або бренду в ігровий процес, є одним з нових і швидко зростаючих сегментів ринку Інтернет-реклами. Багато брендів зрозуміли перспективність і ефективність такого виду комунікацій з потенційними покупцями, враховуючи стрімке зростання аудиторії багатокористувацьких онлайн-ігор і високу глибину контакту з вбудованим в ігровий процес брендом. Прикладом такого роду ігор можуть виступати як дуже прості «казуальні» одноразові ігри, так і великі глобальні багаторазові стратегії і RPG. За своєю сутністю, для ефективної реклами в іграх найдоречнішими є багаторазові економічні он-лайн ігри та бізнес-симулятори, де власне товари, послуги і бренди є основними елементами геймплея, що, відповідно, забезпечує найвищу лояльність аудиторії до рекламованих таким чином брендам і дуже високу глибину контакту рекламодавця з кожним користувачем.

#### Електронна пошта
(Electronic mail, e-mail) — мережева служба, що дозволяє користувачам обмінюватися повідомленнями або документами без застосування паперових носіїв.
Переваги використання e-mail для доставки рекламних повідомлень:
- електронна пошта є практично у всіх користувачів Мережі;
- електронна пошта являє собою push-технологію мовлення;
- дає можливість персоніфікованого звернення;
- цікаве, з точки зору одержувача, повідомлення може бути поширене серед його колег і знайомих;

Для просування за допомогою e-mail використовуються також:
- Розсилки передплатникам (mailing lists, «opt-in» E-mail marketing). В Інтернеті існує безліч списків розсилки, які присвячені різним тематикам. Одержувачі подібних листів власноручно підписалися на розсилку, і в будь-який момент у них є право і можливість скасувати свою підписку. Існують відкриті розсилки (для всіх бажаючих), закриті (для людей певного кола), безкоштовні (існують за рахунок ентузіазму творців, спонсорської підтримки, платних рекламодавців), платні. Оскільки список розсилки звичайно являє собою засіб віщання для визначеної цільової групи і часто має тисячі передплатників, він є ефективним інструментом маркетингу. Ряд компаній на своїх офіційних сайтах пропонує відвідувачам підписатися на розсилку, що інформує про новини компанії і оновленнях сайту. Дана розсилка нагадує передплатникам про сайт і бізнес його власника, інформуючи і стимулюючи повторні візити.
- Розміщення реклами в новинних розсилках. Значне число розсилок передплатникам має новинний характер і функціонує аналогічно ЗМІ, отримуючи дохід у тому числі від розміщення реклами. Реклама в розсилках, як правило, аналогічна банерній рекламі в Інтернеті, з відзнакою за способом обмеження цільової аудиторії: соціально-демографічні параметри та інтереси аудиторії можуть залежати не тільки від тематики розсилок, але і від даних анкети передплатника.
- Несанкціонована розсилка (спам). Спам — масова розсилка рекламних оголошень електронною поштою без згоди одержувачів. Розсилка спаму вважається порушенням етикету і правил застосування комп'ютерних мереж . Специфічність цього виду Інтернет-просування полягає не в анонімності рекламо-розповсюджувача і не в тому, що спам — незапрошена розсилка (багато видів реклами є незапитаною або «несанкціонованою», анонімною). Особливість спаму в тому, що основну частину витрат з доставки реклами несуть споживачі та Інтернет-провайдери, тоді як джерело спаму нічим не компенсує їм доставку повідомлень. За цією ознакою спам не є рекламою, оскільки реклама за визначенням використовує платні канали доведення повідомлення до аудиторії. Спам переслідується або обмежується законодавством країн. Розсилка індивідуальних листів електронною поштою — інструмент директ-маркетингу, що вимагає часу і персоналізації повідомлень. Йому передує робота по збору адрес. З іншого боку, лист потрапляє саме тим представникам аудиторії, в чиїй увазі ініціатор розсилки найбільшою мірою зацікавлений.

#### Спливні (pop-up) вікна таspyware.
Аналогічно спаму, для поширення використовуються ресурси споживача. Але метод не настільки дешевий, як спам. До того ж, spyware в багатьох випадках визнається шкідливою програмою.

#### Перегляд реклами за плату або підписка на рекламу.
Цей метод не показав особливої ефективності в порівнянні з іншими і в даний час використовується мало.

#### Електронна дошка оголошень
Сайт, за змістом цілком аналогічний звичайним побутовим дошкам оголошень або рекламним газетам. Якісно відрізняється від них високою оперативністю оновлення вмісту та глобальною доступністю.

#### Участь у рейтингах
Цей метод для деяких сайтів приносить істотну частину клієнтів. Для більшості — незначну частину. До того ж, не існує сумлінних способів піднятися в рейтингу за гроші. Тому даний спосіб не вкладається в типову економічну схему «гроші — реклама — клієнти — гроші». Тим не менш, його з натяжкою можна віднести до методів реклами.

## Етичні проблеми інтернет-реклами
1. З боку власників сайтів. Потенційно неетичні властивості реклами на сайтах, не пов'язані зі зломом ПО користувача:
  - Вспливаючі вікна. У більшості сучасних веббраузерів є функції їх блокування.
  - Вікна та банери, які користувач має закрити, щоб побачити вміст сайту.
  - Відволікаюча анімована реклама (наприклад, миготлива або звукова).
  - Велика кількість реклами, що не відповідає цінності сайту для відвідувачів.
  - Уповільнення роботи комп'ютера, особливо з Flash-банерами (деякі сайти відображаються в кілька разів швидше без реклами).
  - Примус користувача до використання технології, потрібної тільки для перегляду реклами, але не обов'язковою для перегляду решти вмісту (наприклад, виринають непристойні зображення чи не виринає потрібний вмісту сайту при невиконанні браузером сценаріїв JavaScript).
  - Маскування реклами під «повідомлення операційної системи про помилку».
  - Використання сайтів — сателітів, розташованих на інших доменах, але містять фрагменти інформації з основного сайту. Створюються власником вихідного сайту з метою збільшення кількості вхідних посилань або одержання декількох позицій в пошуковій видачі.
  - Використання сторонніх служб поширення реклами:
    - За відсутності контролю за наданими банерами на сайті можуть з відома або без відома адміністратора рекламуватися небажані, шкідливі або шахрайські сайти, або продукти, що не представляють інтересу ні для власника сайту, ні для його відвідувачів.
    - Стороння служба може отримувати більш — менш докладну інформацію про відвідування користувачами сайтів і їх переходах між сайтами.
    - Перегляд такої реклами часто вимагає дозволу виконання браузером скриптів і взаємодії між сайтами, що може полегшити сторонньому зловмисникові використання міжсайтового скриптинга і підробку міжсайтових запитів.
2. З боку користувачів. У зв'язку з поширеністю неетичної реклами і, відповідно, негативного ставлення до неї користувачів, існує безліч засобів для її блокування або приховування (проксі-сервери, вбудовані і підключаються функції браузерів, файл hosts та ін). Так як розміщена реклама часто не викликає інтересу у користувачів, але змушує їх довше чекати закінчення завантаження, вони можуть включити блокування всієї реклами без винятку. Це може позбавляти власників «безкоштовних» сайтів, які існують лише за рахунок реклами, коштів на підтримку таких сайтів. У розробників розширень для блокування існуюсть різні погляди на це питання:
  - Автор засобу блокування реклами Adblock Plus висловлював думку, що багато з цих користувачів, загалом, не проти реклами, і не стали б її блокувати, не будь вона настирливої, і пропонував спосіб рекомендувати користувачам відключення блокування реклами на часто відвідуваних ними сайтах. В останніх версіях AdBlock Plus за замовчуванням ставиться опція «Дозволити деяку ненав'язливу рекламу».
  - Автор засобу блокування реклами uBlock Origin вважає, що за замовчуванням необхідно блокувати всю рекламу і користувачі самі визначають на яких ресурсах відключати блокування.[3] Він це мотивує тим, що розробники розширень, які підтримують «Ненав'язливу рекламу» отримують плату від учасників рекламного ринку за попадання в ці «білі» списки і користувачі ніяким чином не впливають на рішення — нав'язлива така реклама чи ні.

## Шахрайство в інтернет-рекламі
Дорвей-сайт або вебсторінка з безглуздим (але «релевантним») вмістом, перенаправляє відвідувачів на інший сайт.
Псевдо-сайт – сайт підробка. Намагаються видати себе за те, чим вони не є — фальшиві сайти фірм або клубів, фальшиві Інтернет-магазини, фан-клуби і т. д. Як правило, створюються для просування інших сайтів за допомогою посилань.
Основні ознаки псевдо-сайт:
- Мінімум інформативних сторінок;
- Відсутність назви (у шапці дублюється адреса).
- Відсутність контактної інформації; як контакти представлена тільки форма зворотного зв'язку або e-mail на безкоштовному ящику.

## Правове регулювання
Традиційні правові норми про рекламу не завжди можуть ефективно регулювати Інтернет-рекламу, оскільки:
- ці норми не враховують технічні особливості мережі Інтернет;
- складне визначення юрисдикції (законодавство якій території застосовувати);
- складний контроль та притягнення до відповідальності порушників. Останні роки в законодавстві різних країн з'являються спеціалізовані норми, які регулюють рекламу в Інтернеті.

## Ринок інтернет-реклами в Україні
За даними УНІАН, на вересень 2013 44.5 % обсягу ринку представляють прямі продажі майданчиків рекламодавцям без залучення посередницьких структур. Раніше експерти ринку прогнозували загальний обсяг інтернет-реклами в Україні за підсумками року на рівні 920 млн грн., що на 35 % більше підсумкових показників 2012 року.
Як повідомляв УНІАН, обсяг ринку медійної Інтернет-реклами України за підсумками 2012 року зріс в 2,4 рази і становив 594 млн грн., при цьому майже половина продажів (44,5 %) здійснена майданчиками безпосередньо рекламодавцям, оминаючи агентський ринок. Цифри були одержані за допомогою перехресного аналізу даних анкетування найбільших рекламних агентств, сайтів і сейлз-хаусів. Інтернет-асоціація України була створена в 2000 р. з метою консолідації зусиль усіх зацікавлених сторін у розвитку різних сегментів Інтернету в Україні. Асоціація об'єднує понад 140 компаній: найбільших провайдерів, операторів зв'язку, реєстраторів доменних імен, виробників обладнання, виставкові, видавничі та інші компанії, що мають безпосереднє відношення до українського сегменту Інтернету.
Станом на 2021 рік, ринок інтернет-реклами в Україні наздогнав за обсягом традиційну рекламу. Загальний Інтернет-ринок, за даними ВРК, досяг майже 30 млрд грн. Найбільші бюджети припадають на пошукову рекламу, включаючи частину GDN, на неї рекламодавці витратили щонайменше 17,8 млн грн.
Проект Дослідження української аудиторії Інтернету запущений ІнАУ на початку 2010 р. У березні 2010 р. створено Комітет ІнАУ з питань інтернет-реклами. Наразі на сайті проєкту доступні звіти про проникнення інтернету й популярність сайтів із 2014 по 2019 рік.

## Переваги та недоліки
1. До переваг Інтернет-реклами щодо інших традиційних засобів розміщення реклами є його легка доступність для споживача;
2. Інформація, яка передається через Інтернет-банер та відповідну Web-сторінку має більший порівняно з традиційною рекламою, опис продукту і послуги;
3. Інтернет-реклама, як і сам Інтернет стає більш масовою з кожним роком;
4. Інтернет-реклама є більш дешевою для рекламодавця ніж інші традиційні засоби розміщення реклами.
5. Дешевий інструмент для маркетингових досліджень. Наприклад, компанія Harris Poll Online [Архівовано 24 квітня 2022 у Wayback Machine.] веде список, в якому представлено понад 7 млн електронних адрес і базові демографічні дані учасників опитування по двом сотням країн, отримані при підписці до послуг компанії. Періодично компанія посилає цим користувачам електронні повідомлення з проханням про участь в опитуванні щодо купівельних звичок, використання Інтернету та інших тем. Відповіді, отримані в результаті попередніх опитувань, зберігаються у файлі для того, щоб компанія могла й надалі проводити цільові опитування серед людей з певними поведінковими навичками.
6. Інтернет–реклама більш за будь-який інший засіб розміщення реклами привертає увагу потенційних споживачів. Значною мірою це відбувається через професійність оформлення сайтів та можливість отримати додаткову інформацію відразу;
7. Практичні результати серед різних засобів розміщення реклами, найбільші має Інтернет-реклама, через зручність розрахунку по кредитній картці, повноту інформації, збереження власних зусиль на пошук необхідного товару чи послуги у різних засобах розміщення реклами.
8. Інтерактивність. На відміну від телебачення чи радіо, які є відносно пасивними засобами масової інформації, службовцями перш за все для розваги, Інтернет потребує активної участі. Користувач вводить адресу web-сайту, який він хоче відвідати, і за допомогою Інтернету ця сторінка виводиться на комп'ютер користувача. Нічого не відбувається до тих пір, поки користувач знову не виконає якісь операції, скориставшись посиланням або направляючи відповідь. Але запит, направлений на адресу електронного вузла один раз, може виконувати пошук серед практично необмеженої кількості файлів, з тим щоб вивести дані, картинки, звук і відео зображення. Ця здатність робить Інтернет ідеальним інструментом для обміну інформацією в реальному часі, що характерно для більшості видів бізнесу.

Але Інтернет-реклама має і свої недоліки, перелік яких звичайно менший ніж переваг:
1. Все менше і менше людей довіряють рекламі в Інтернеті, через бурхливий розвиток фіктивних пропозицій у перші роки Інтернет-реклами;
2. Складність знайдення потрібного сайту з потрібною рекламою в другий, третій, четвертий раз;
3. Не всі громадяни України на даний час мають доступ до мережі. На кінець 2021 року проникнення інтернету становило 86 %[7]
4. Конфлікти між продажами через Інтернет і традиційними каналами реалізації товарів. Рекламодавці повинні обережно підходити до ціноутворення при електронних продажах і не допускати різниці в цінах на товари, пропоновані в магазинах або через дистриб'юторську мережу. Якщо ж представлені на сайті ціни відповідають роздрібним, немає необхідності робити покупки в Інтернеті, особливо якщо компанія вимагає додаткову плату за доставку.